# Archanara clara
Archanara clara là một loài bướm đêm trong họ Noctuidae.